# Славянка (Красногвардейский район)
 Славя́нка (до 1948 года Но́вый Отарчи́к; укр. Слов'янка, крымскотат. Yañı Otarçıq, Янъы Отарчыкъ) — исчезнувшее село в Красногвардейском районе Республики Крым, располагавшееся на юге района, включённое в состав Пятихатки, сейчас — северо-восточная часть села. Имя сохранилось в названии улицы Славянка на месте бывшего села.

## История
Немецкое меннонитское поселение Новый Отарчик в Бютеньской волости Перекопского уезда было основано, видимо, в 1890-х годах, когда Анна Ревелиоти, наследница владельца деревни Отарчик Антона Люстиха, сдала часть земли в аренду.
В «…Памятной книжке Таврической губернии на 1892 год» деревня ещё не записана, а по «…Памятной книжке Таврической губернии на 1900 год» в деревне Отарчик Новый уже числился 81 житель в 11 домохозяйствах. На 1911 год в селении находилось имение наследников Люстиха, при имении — фруктовый сад в 30 десятин и 70 десятин лесных насаждений. По Статистическому справочнику Таврической губернии. Ч.II-я. Статистический очерк, выпуск пятый Перекопский уезд, 1915 год, в деревне Отарчик Новый Бютеньской волости Перекопского уезда числилось 7 дворов (все дворы безземельные) с немецким населением в количестве 55 человек «посторонних» жителей, из которых 41 мужчина и 14 женщин. Жители землёй не владели, но за селением числилось 150 десятин земли. В хозяйствах имелось 77 лошадей, 39 волов, 22 коровы и 22 головы мелкого скота.
После установления в Крыму Советской власти иучреждения 18 октября 1921 года Крымской АССР, в составе Симферопольского уезда был образован Биюк-Онларский район, в состав которого включили село, а в 1922 году уезды получили название округов. 11 октября 1923 года, согласно постановлению ВЦИК, в административное деление Крымской АССР были внесены изменения, в результате которых был ликвидирован Биюк-Онларский район и Бешуй-Эли включили в состав Симферопольского. Согласно Списку населённых пунктов Крымской АССР по Всесоюзной переписи 17 декабря 1926 года, в селе Отарчик Новый, Бешуй-Элинского сельсовета Симферопольского района, числилось 26 дворов, все крестьянские, население составляло 113 человек, из них 85 русских, 13 украинцев, 15 немцев, действовала русская школа. Постановлением КрымЦИКа «О реорганизации сети районов Крымской АССР» от 15 сентября 1930 года был вновь создан Биюк-Онларский район, теперь как немецкий национальный (указом Президиума Верховного Совета РСФСР № 621/6 от 14 декабря 1944 года переименованный в Октябрьский) село, вместе с сельсоветом, включили в его состав. Вскоре после начала Великой Отечественной войны, 18 августа 1941 года крымские немцы были выселены, сначала в Ставропольский край, а затем в Сибирь и северный Казахстан.
После освобождения Крыма от фашистов в апреле, 12 августа 1944 года было принято постановление № ГОКО-6372с «О переселении колхозников в районы Крыма», по которому в район из Винницкой и Киевской областей переселялись семьи колхозников. С 25 июня 1946 года селение в составе Крымской области РСФСР. Указом Президиума Верховного Совета РСФСР от 18 мая 1948 года, Новый Отарчик переименовали в Славянку. 26 апреля 1954 года Крымская область была передана из состава РСФСР в состав УССР. Указом Президиума Верховного Совета УССР «Об укрупнении сельских районов Крымской области», от 30 декабря 1962 года, Октябрьский район был упразднён и село присоединили к Красногвардейскому району. В период с 1962 по 1968 годы село присоединили к Пятихатке